# Ybbs an der Donau
Ybbs an der Donau [ɪps] ist eine Stadtgemeinde im Mostviertel des österreichischen Bundeslandes Niederösterreich mit 5644 Einwohnern (Stand 1. Jänner 2024).

## Geografie
Die Stadt Ybbs an der Donau liegt auf einer Höhe von 224 m ü. A. im südwestlichen Teil des Bezirks Melk. Die Lage am Übergang von Strudengau und Nibelungengau, nordwestlich der Mündung der Ybbs unmittelbar an der Donau ist seit 2011 mit einem Hochwasserschutz gesichert. Bereits im mittleren Tertiär bildeten sich Abschnitte des heutigen Donautals und es entstand, abhängig vom geologisch-tektonischen Grund, die Teilstrecke zwischen Ardagger und Ybbs. Der Donaustrom schnitt sich dort ein, wo Kluft- und Störungslinien, also weichere Zonen, existierten. Geologisch gesehen hat die Stadt Anteil am Granit des Böhmischen Massivs, das zu den ältesten Gebirgen des Kontinents zählt. Im Gebiet von Ardagger bis Ybbs reicht dieses Urgestein über das südliche, rechte Donauufer hinaus. Daran grenzt eine Zone mit Schlieregesteinen, mergelig-sandigen Ablagerungen aus dem Tertiär, einem Nebenergebnis bei der Alpenbildung. Die Grenze verläuft etwa in Höhe der Stadthalle im rechten Winkel zum Strom.
Im Bereich des Urgesteins, westlich und südwestlich der Stadt, finden sich am Hengstberg und an der Donauleiten, in Grießheim und Göttsbach und ein weiteres Mal am rechten Donauufer in Sarling und Säusenstein Schiefergneise, Granulite – feinkörnige, spröde Gesteine oder auch graphitführende Gneislinsen. In der südlich angrenzenden Schliergesteinszone herrschen Tone, Sande, Sandgestein und Konglomerate vor. Darüber hinaus gibt es auch reichlich Schotterablagerungen aus der Gegenwart.

### Gemeindegliederung
Das Gemeindegebiet umfasst folgende fünf Ortschaften (in Klammern Einwohnerzahl Stand 1. Jänner 2024):
- Donaudorf (103) samt Einsiedelei und Teuch
- Göttsbach (553) samt Griesheim, Grillenbach, Mitterburg, Reitern, Roßberg, Scharlreith, Theinstetten, Unterau und Windhof
- Sarling (450) samt Aigen, Neusarling, Reist und Unterhaus
- Säusenstein (203) samt Untergraben
- Ybbs an der Donau (4335) samt Au, Berging und Reitering

Die Gemeinde besteht aus den Katastralgemeinden Donaudorf, Göttsbach, Sarling, Säusenstein und Ybbs.

### Nachbargemeinden
| Hofamt Priel         | Persenbeug-Gottsdorf                        | Krummnußbaum |
| St. Martin-Karlsbach | Kompassrose, die auf Nachbargemeinden zeigt |              |
| Neumarkt an der Ybbs |                                             | Bergland     |

## Geschichte
Es gibt Hinweise auf eine keltische Niederlassung auf einem Hügel nahe der Stadt – der Marienhöhe (Erdwall, Opfersteine). Eine wissenschaftliche Aufarbeitung ist bis jetzt noch nicht erfolgt. Bei Grabungen des Bundesdenkmalamtes in den Jahren 1962/63 kamen im Südosten des Gemeindegebietes bei der Sarlinger Kirche Fundamente eines Vorgängerbaues, Siedlungsgruben und Gräber der Hallstattkultur zu Tage. Ein weiteres Zeugnis aus vorrömischer Zeit ist ein Bronzeschwert, das um 800 v. Chr. datiert wird. Das kaum im Kampf verwendete Vollgriffschwert dürfte ein Opferschwert sein. Es wurde in den 1950er Jahren nahe der Mündung des Ybbsflusses gefunden und befindet sich heute im Stadtmuseum.
Eine erste urkundliche Erwähnung findet sich 837 in den Salzburger Kammerbüchern aus dem Ende des 13. Jh., laut der der Karolinger Ludwig der Deutsche der Salzburger Kirche ein Gebiet im Slawenland in Ybbs schenkte: „in loco nuncupante Ipusa iuxta Ipusa flumen“.
Im 10./11. Jahrhundert waren die bayerischen Grafen von Sempt-Ebersberg hier begütert. Sie besaßen Burganlagen an der Donau, sowohl in Ybbs als auch in Persenbeug, Grundbesitz und einen großen Hof in der Umgebung von Ybbs. Graf Eberhard von Ebersberg übergab 1037 einen Hof in Göttsbach („Gorsbach“) bei Ybbs dem Kloster Geisenfeld. Die Bezeichnung „Ibseburch“ aus dem Jahr 1073 weist darauf hin, dass der Ort befestigt war. Um die alte Burg haben sich im Laufe der Zeit immer mehr Häuser gruppiert und die Benennung „Ibseburch“ wich der Bezeichnung „Ips“ für die Stadt.
Beim Einzug des Habsburgers König Rudolf I. 1276 fiel die Stadt vom Böhmenkönig und Herzog von Österreich Ottokar II. Přemysl ab und öffnete Rudolf die Tore. Insbesondere Rudolfs Enkel Herzog Friedrich der Schöne war der Stadt gewogen. Als sich 1309 der Adel Österreichs und einige Städte gegen Friedrich erhoben, hielt ihm Ybbs die Treue. Im Gegenzug bestätigte er den Bürgern zu Ybbs 1310 den Gemeindewald, der an das Freyensteiner Gebiet grenzte und den Konrad von Summerau, Herr der Burg Freyenstein, sich angeeignet hatte. 1314 verlieh Friedrich der Schöne nach seiner Wahl zum König der Stadt das Uferrecht. Mit diesen und den nachfolgenden Privilegien begann ein „goldenes Zeitalter“ für Ybbs.
Besonders wichtig für die Stadt war die Urkunde aus dem Jahr 1317, mit der Friedrich den „getreuen lieben burgern ze Ybse und der stat daselbs“ den Blutbann verlieh. Ybbs wurde damals also fraglos als Stadt betrachtet.
Wegen der verkehrspolitisch günstigen Lage zogen schon die Heere des Zweiten (1147–1149) und Dritten Kreuzzugs (1189–1192) unmittelbar an der Siedlung vorbei. Ein umfangreicher Personen- und Warenverkehr auf der Donau kurbelte auch Siedlungstätigkeit und Wirtschaft an. Nicht zuletzt war auch die Lage am Ausgang des Strudengaues mit seinen ehemals gefürchteten Stromschnellen für das Wachstum entscheidend. Im Mittelalter wurde der Ost-West-Warenverkehr hauptsächlich auf der Donau abgewickelt. Ybbs war einer der bedeutendsten Donauhäfen und neben Linz und Klosterneuburg eine der drei Hauptmautstätten. Eine vom Erzberg kommende Eisenstraße erreichte ebenfalls bei Ybbs die Donau. Seit 1639 war Ybbs auch Salzladestatt für das Salz aus dem Gebiet um Gmunden. 1858 wurde die Kaiserin-Elisabeth-Bahn, die Westbahn, eröffnet, 1951 erfolgte die Elektrifizierung. Der Bau der Westbahn und die zunehmende Motorisierung hatten für Ybbs durchaus negative Auswirkungen, der Hauptverkehr zog an der Stadt vorbei und sie verlor an Bedeutung.
2014 wurde das Bezirksgericht Ybbs aufgelöst.

### Etymologie
Der Name der Stadt ist in historischen Dokumenten auch als Ips (auch als Ips Stadt oder Ips an der Donau) bekannt. Später hat sich die Schreibweise Ybbs an der Donau durchgesetzt. Die ursprüngliche Herkunft der Bezeichnung ist unklar.

## Kultur und Sehenswürdigkeiten

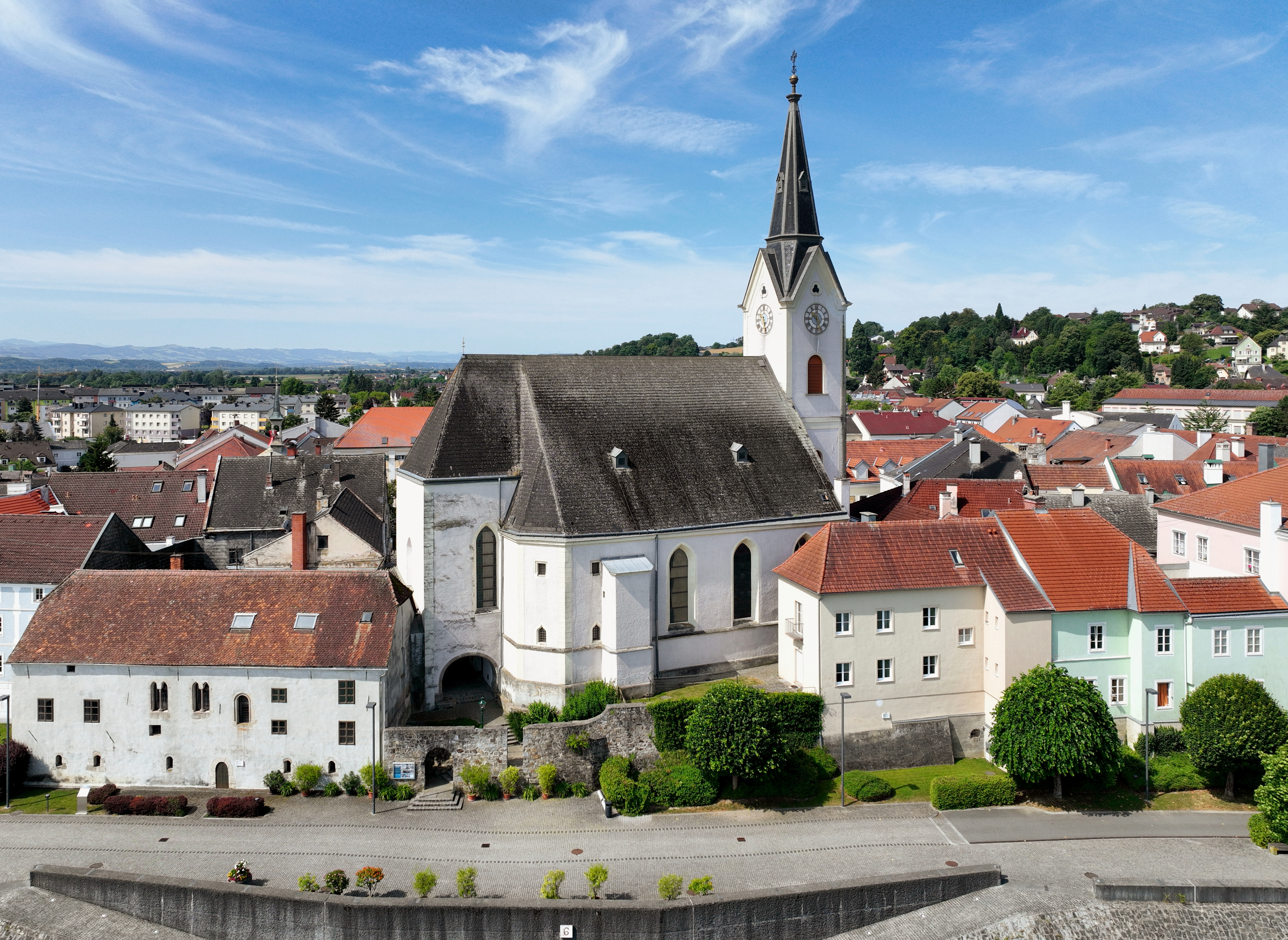
Pfarrkirche Ybbs an der Donau

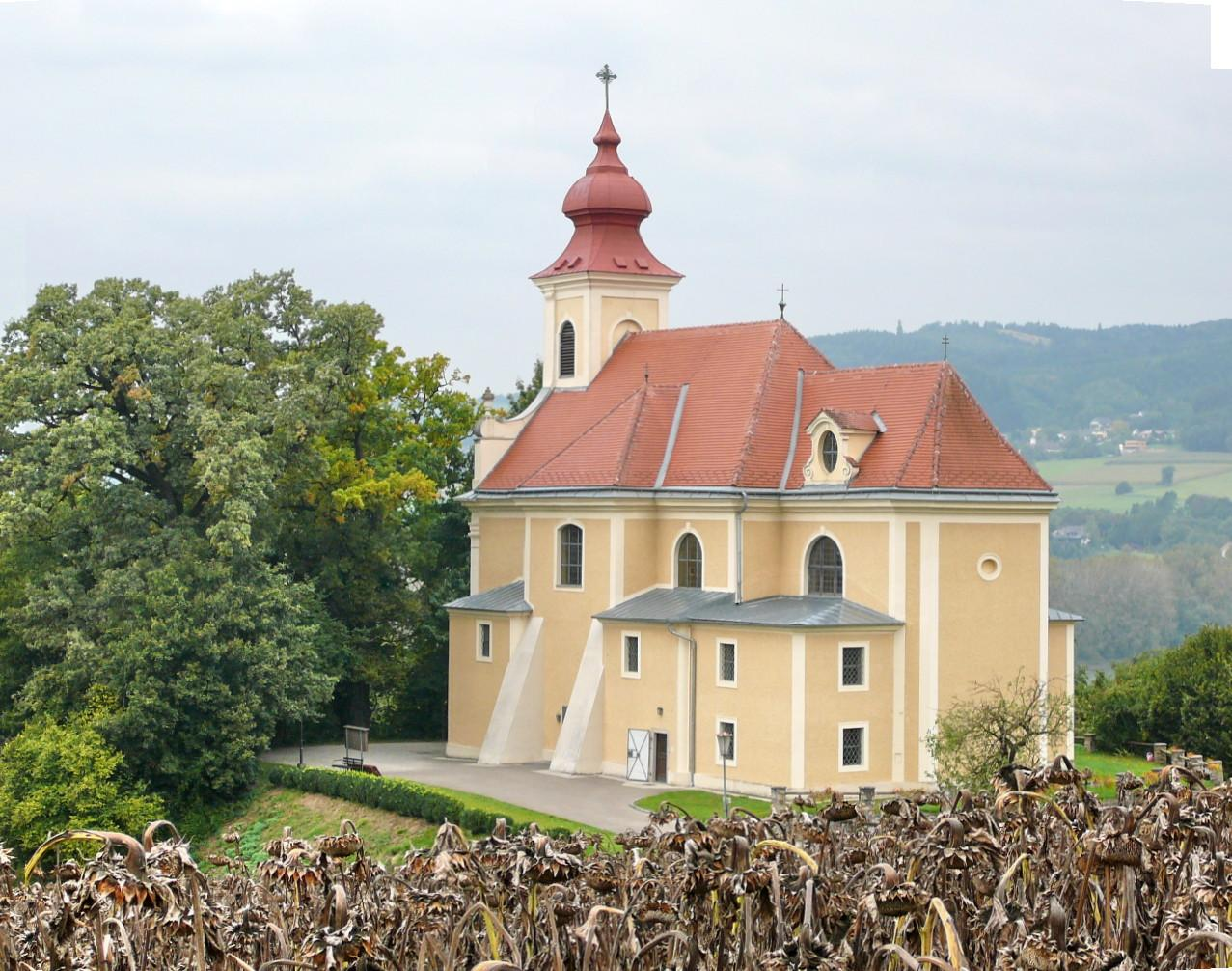
Pfarrkirche Säusenstein

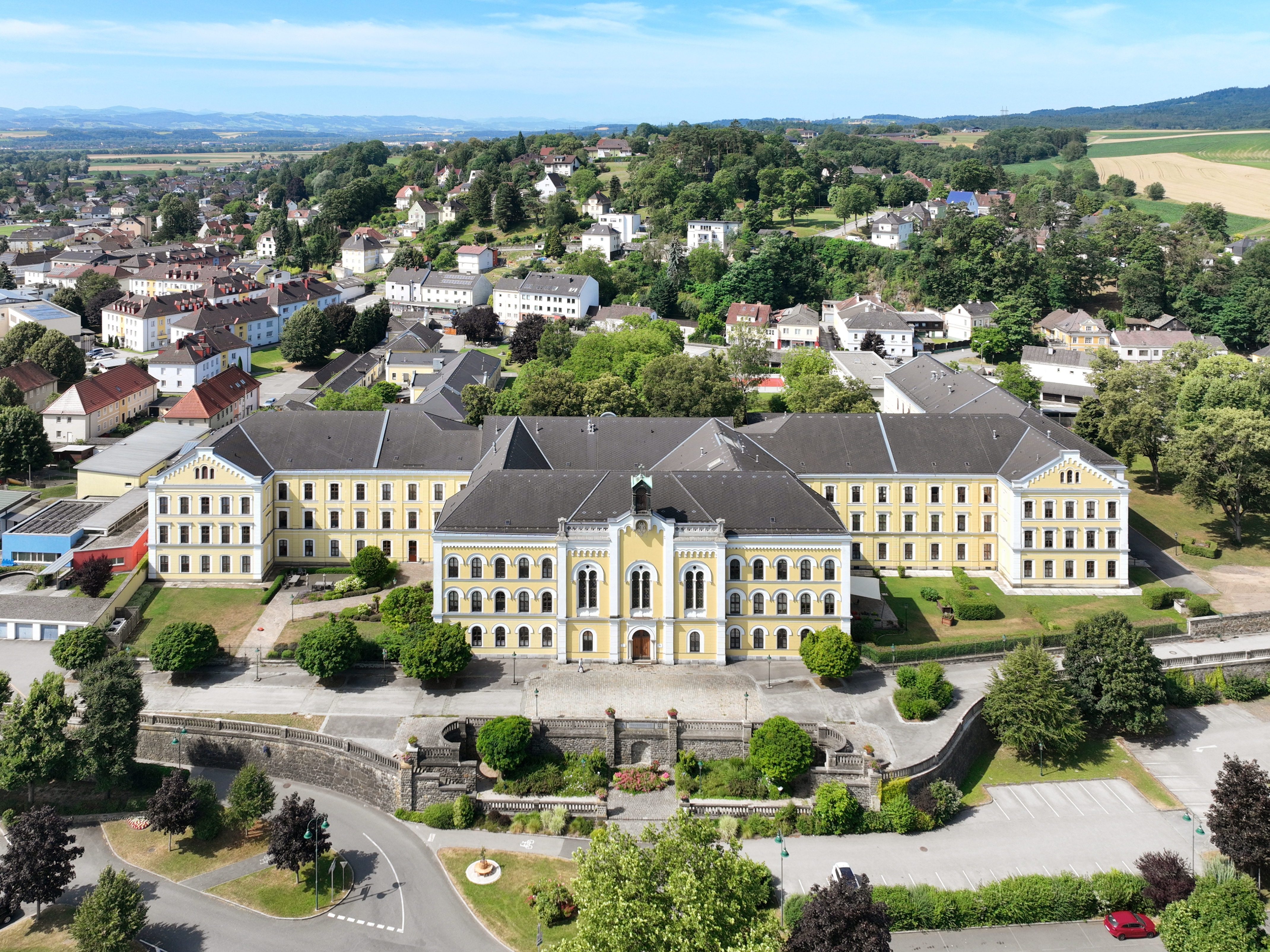
„Haus 2“ des Therapiezentrums der Stadt Wien

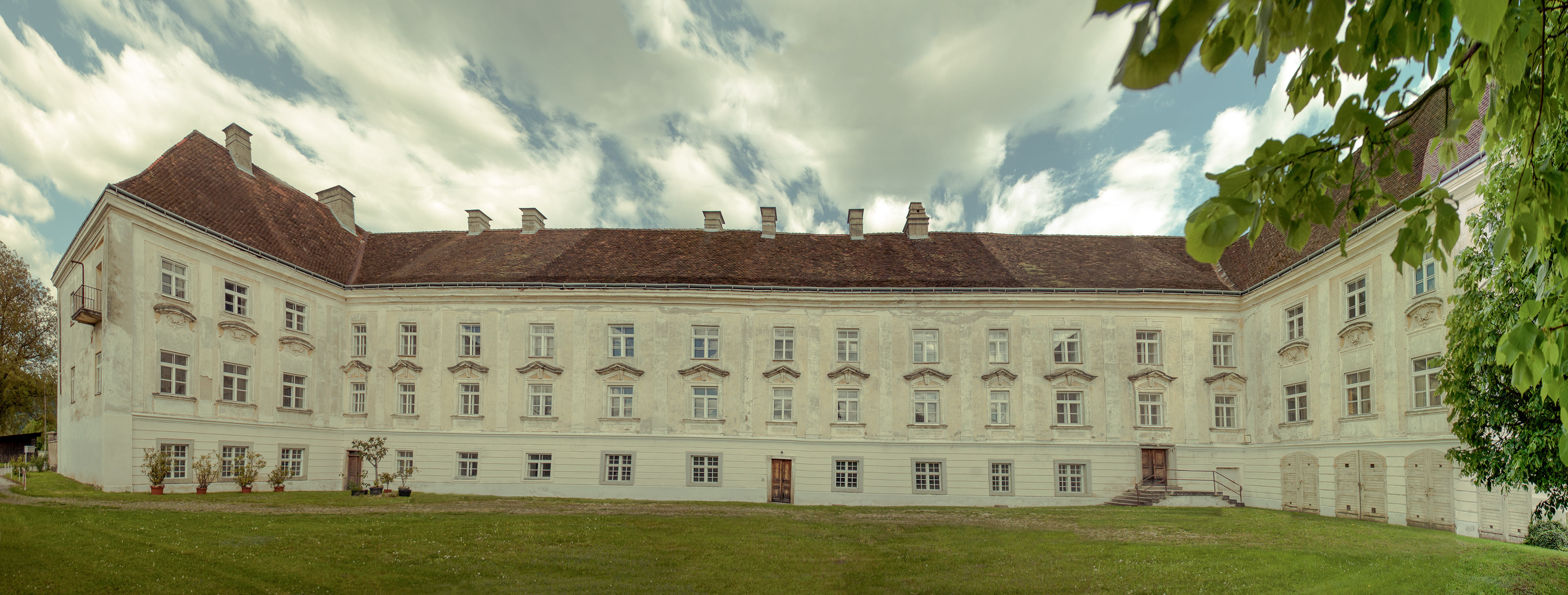
Stift Säusenstein

- Wachtürme: Spätantikes Kleinkastell (Burgus) Ad Pontem Ises am Kirchenplatz
- Stadtbefestigung Ybbs an der Donau: Ein ehemals wasserführender Stadtgraben, das sogenannte Schwalleck (ein Bauwerk zur Einleitung des Donauwassers in den Graben) und ein Stadtturm am südöstlichen Ende der Stadt sind noch erhalten.
- Katholische Pfarrkirche Säusenstein hl. Donatus
- Teilweise erhaltene ehemalige Zisterzienserabtei Stift Säusenstein in der Katastralgemeinde Säusenstein.
- Katholische Pfarrkirche hl. Lorenz: Anstelle des alten Burggebäudes entstand im 15. Jh. die Stadtpfarrkirche St. Laurenz. Das dreischiffige gotische Langhaus wurde unter dem Wiener Dombaumeister Laurenz Spenning errichtet.[2] 1466 bekam er zusammen mit seinen Gesellen den Auftrag, das Gewölbe des Langhauses der Ybbser Kirche zu errichten. Erst nach 1500 konnte unter der Führung des landesfürstlichen Pflegers Hans Geyer die Kirche durch Einwölbung des Chores fertiggestellt werden. Am Chorbogen ist die Jahreszahl 1521 als Datum der Fertigstellung zu lesen. Wird das Langhaus noch durch ein einfaches Kreuzrippengewölbe gegliedert, so findet sich im Chor bereits ein Sternrippengewölbe. 1716 vernichtete ein Brand Turm und Inneneinrichtung der Kirche. 1721 erfolgten die Barockisierung der Innenausstattung und die Erneuerung des Turms mit barockem Zwiebelhelm. Beim Stadtbrand von 1868 wurde der Turm beschädigt. Nach einer Abstimmung in der Bevölkerung wurde 1874 der Turmhelm im neugotischen Stil gestaltet, wodurch der Kirchturm fast wieder sein früheres Aussehen erhielt.
- Altstadt: Das Aussehen der mittelalterlichen Stadt wurde durch die beiden großen Stadtbrände (1716 und 1868) mehrfach verändert. Als Beispiel für ein gotisches Gebäude findet sich an der Donau der sogenannte Passauerkasten (ein frühgotischer Saalbau). Im südwestlichen Teil der Altstadt steht die Burg, ein Renaissancebau, in dem sich heute die Gesundheits- und Krankenpflegeschule der Stadt Wien befindet. Der Hauptplatz geht nach Norden in den Kirchenplatz und nach Osten in den Schiffmeisterplatz über. Er stellt die Stadtmitte dar und fällt zum Schiffmeisterplatz hin schräg ab. In seinem Zentrum befindet sich der Stadtbrunnen aus dem Jahr 1613 mit der Figur eines mit Schild und Schwert gerüsteten Ritters – im Volksmund „Kilian“ genannt –, bei dem es sich um eine Prangerfigur handelt. Das Rathaus auf dem Hauptplatz ist ein Bau aus dem 16. Jahrhundert. Dies zeigen die Tonnengewölbe im Inneren des Hauses. Es trägt einen rechteckigen Torturm mit neugotischem Dachhelm. Die heutige klassizistische Fassade bekam es nach dem Stadtbrand 1868. Am Hauptplatz befindet sich auch das Palais Gatterburg, das einzige erhaltene barocke Gebäude der Stadt.
- Fahrradmuseum: Mit Ausstellungsstücken bis zurück in das Jahr 1883.
- Ehem. Kloster und ehem. Reiterkaserne: Im 13. Jahrhundert gründete man außerhalb der Stadtmauern das Heilige Geist Kloster für Zisterzienserinnen. 1631 wurde das Klostergebäude den Franziskanern übergeben und 1783 wie viele andere Klöster durch Joseph II geschlossen. 1723 wurde oberhalb des Klosters eine Reiterkaserne fertiggestellt, geplant von Jakob Prandtauer, der hier selbst die Bauaufsicht hatte. Ab 1850 wurde das gesamte Areal von der Stadt Wien angekauft. Heute ist alles zusammen das „Therapiezentrum der Stadt Wien in Ybbs an der Donau“.
- Frühmittelalterliche Veitskirche von Sarling, in der Nähe der gleichnamigen Katastralgemeinde
- Jüdischer Friedhof. Die „Cultusgemeinde Ybbs“ kaufte am 26. März 1889 ein Grundstück, auf dem 1894 eine Friedhofsmauer und eine Zeremonienhalle errichtet wurde.
- Kraftwerk Ybbs-Persenbeug: 1954–1957 (seit 1959 Straßenbrücke über das Kraftwerk) erfolgte der Bau des ersten rein österreichischen Donaukraftwerkes Ybbs-Persenbeug, das heute auch für Besucher geöffnet ist.

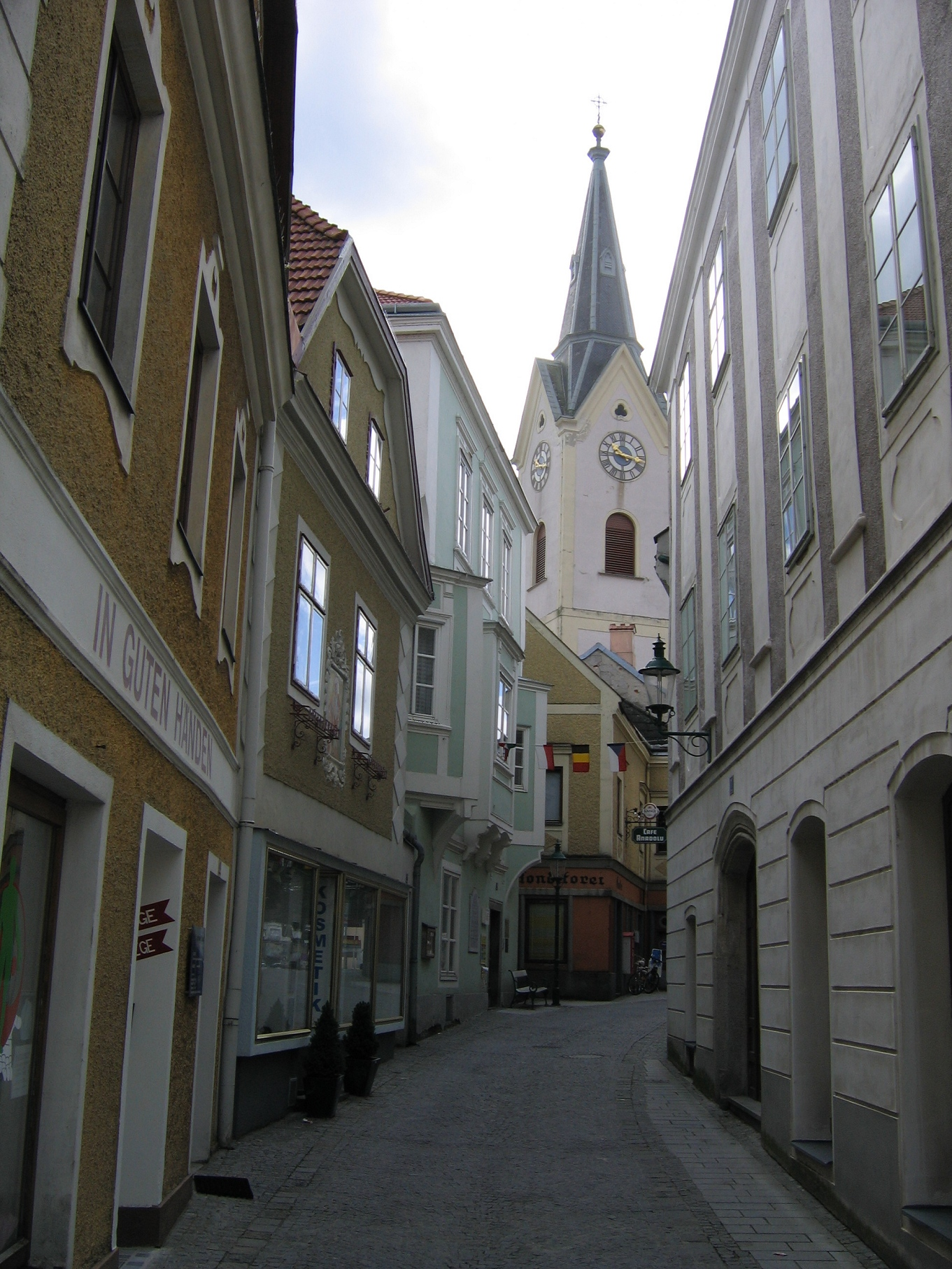
Kirchengasse
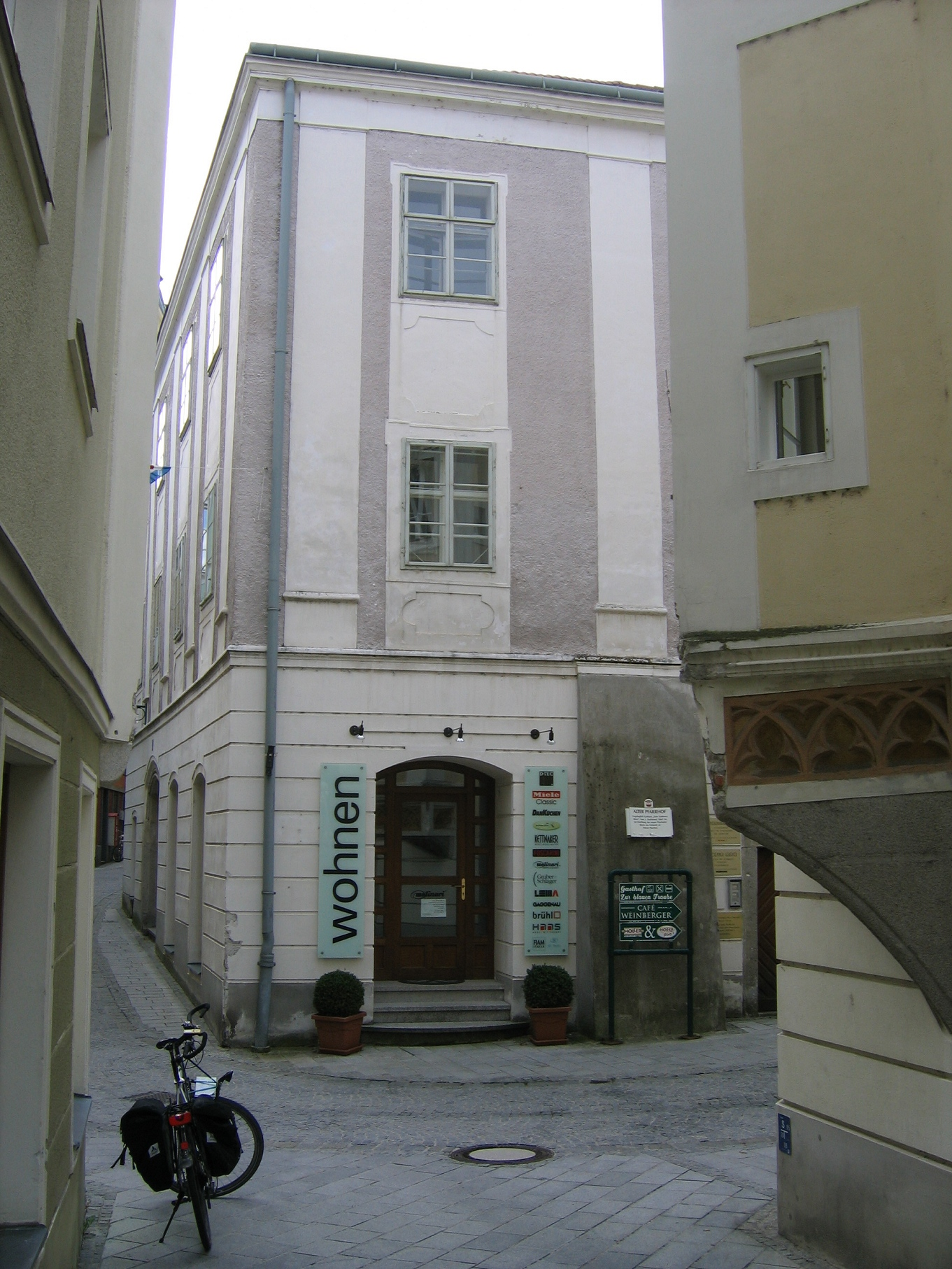
Alter Pfarrhof
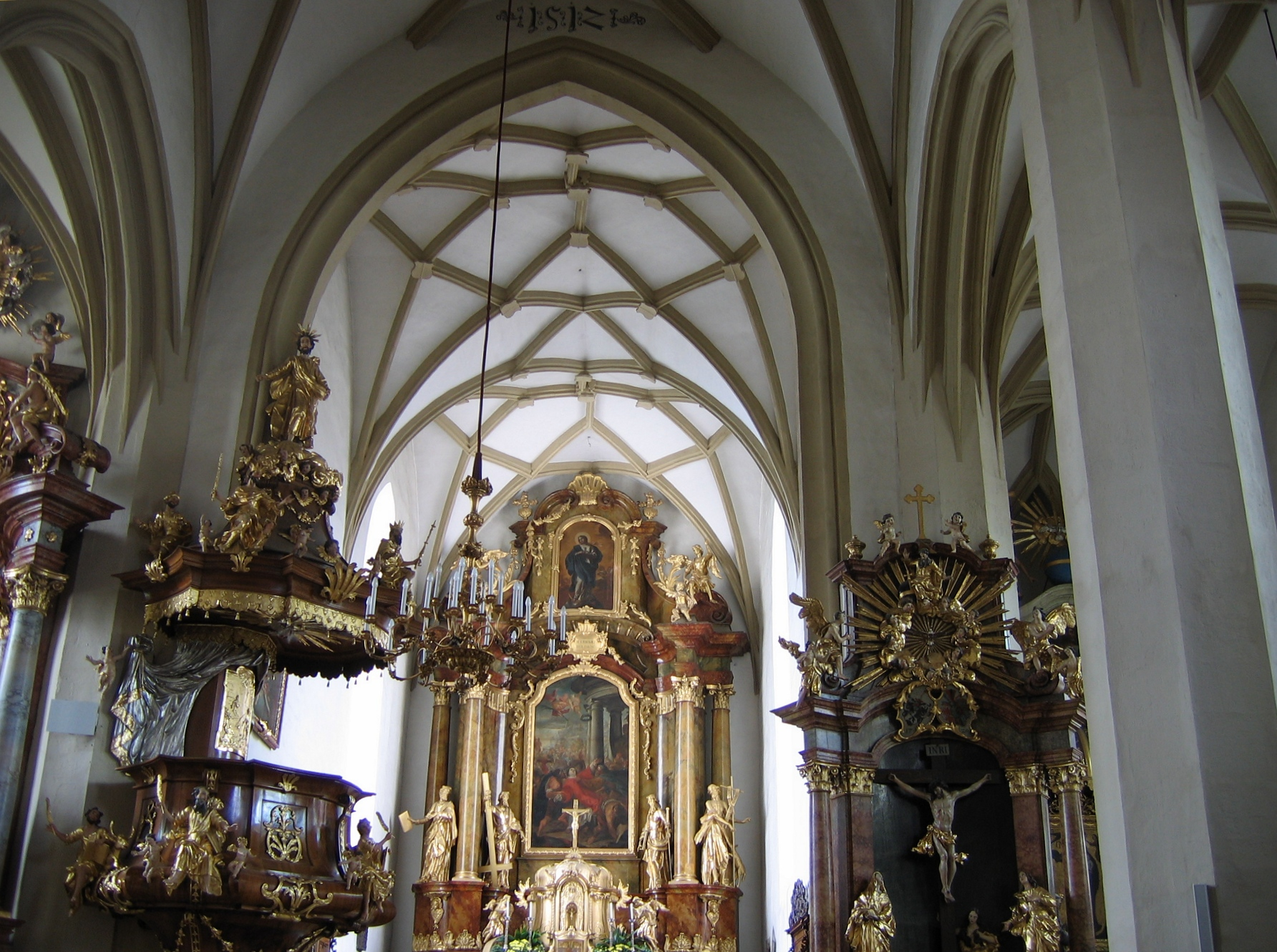
Innenraum der Pfarrkirche
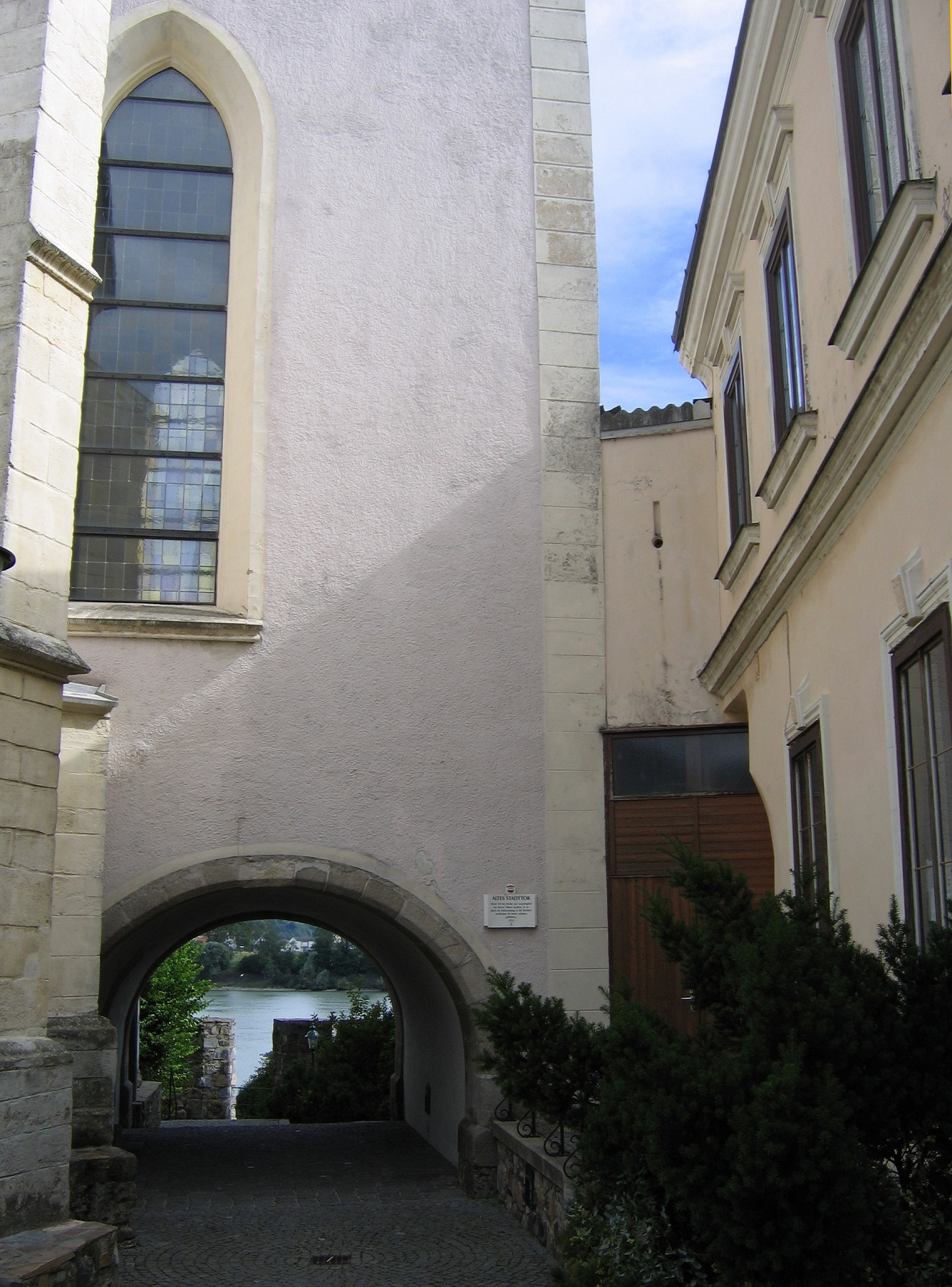
Durchgang unter der Kirche
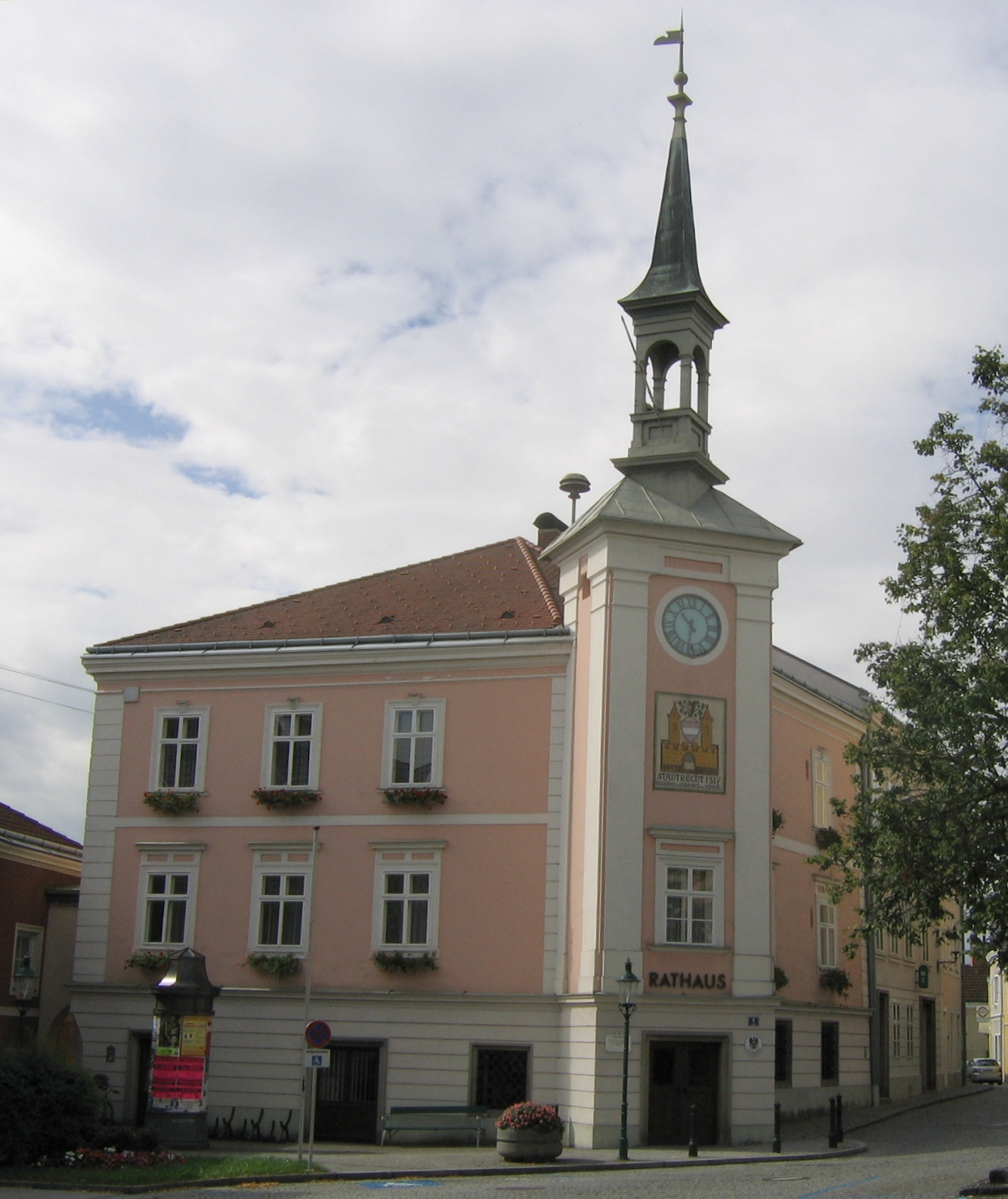
Rathaus
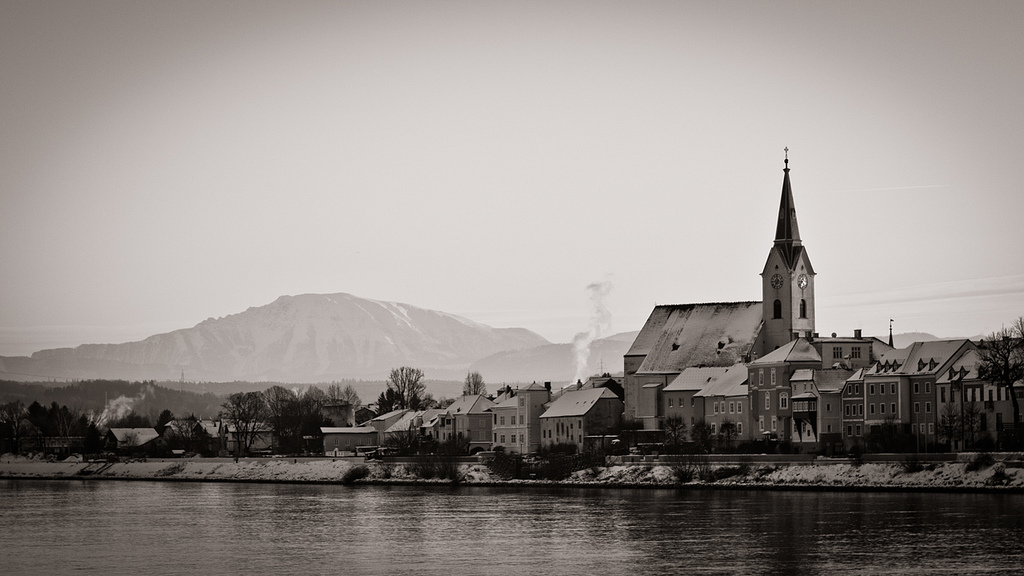
Ybbs im Winter, Ötscher im Hintergrund

## Wirtschaft und Infrastruktur

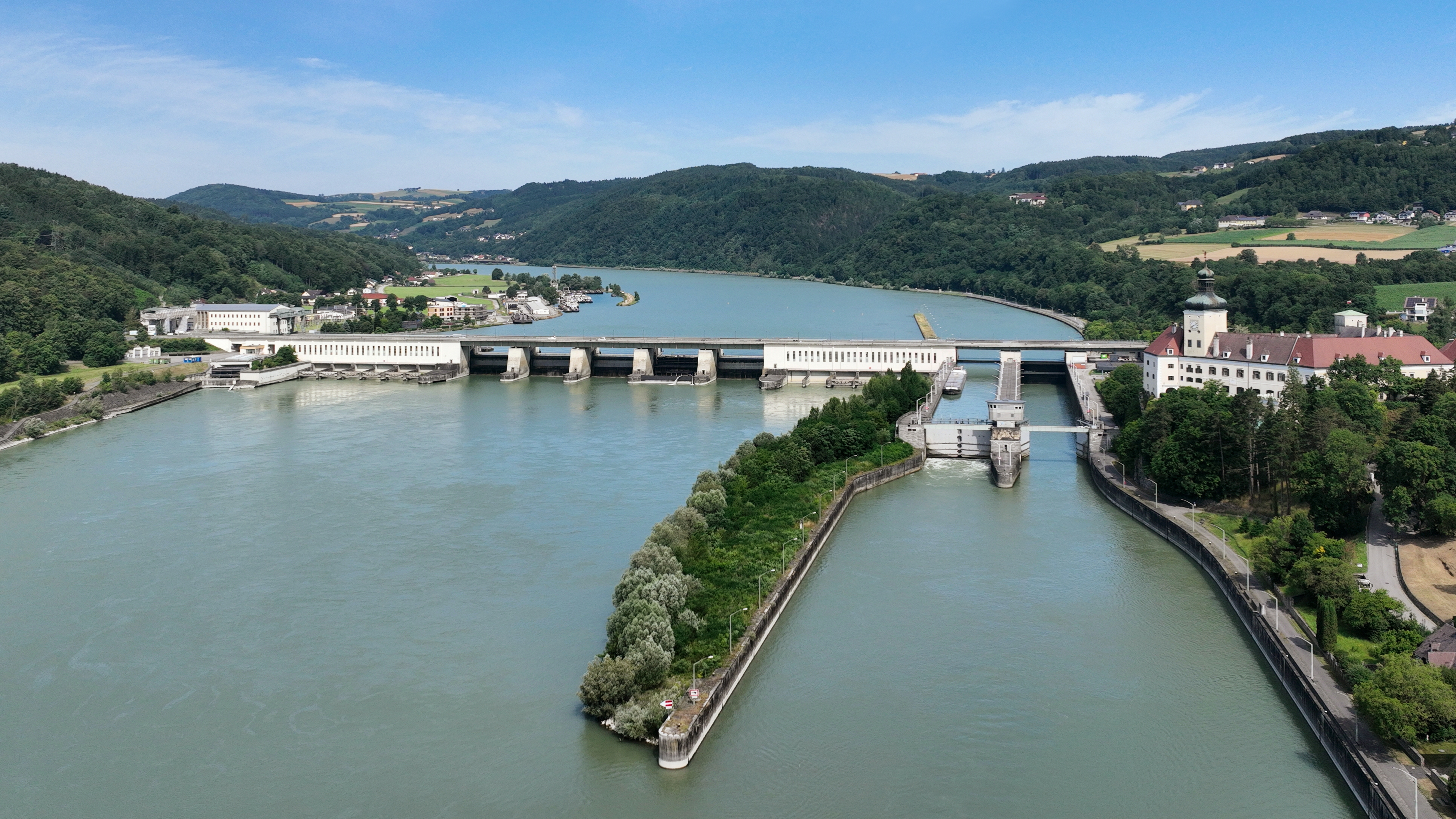
Laufkraftwerk Ybbs-Persenbeug

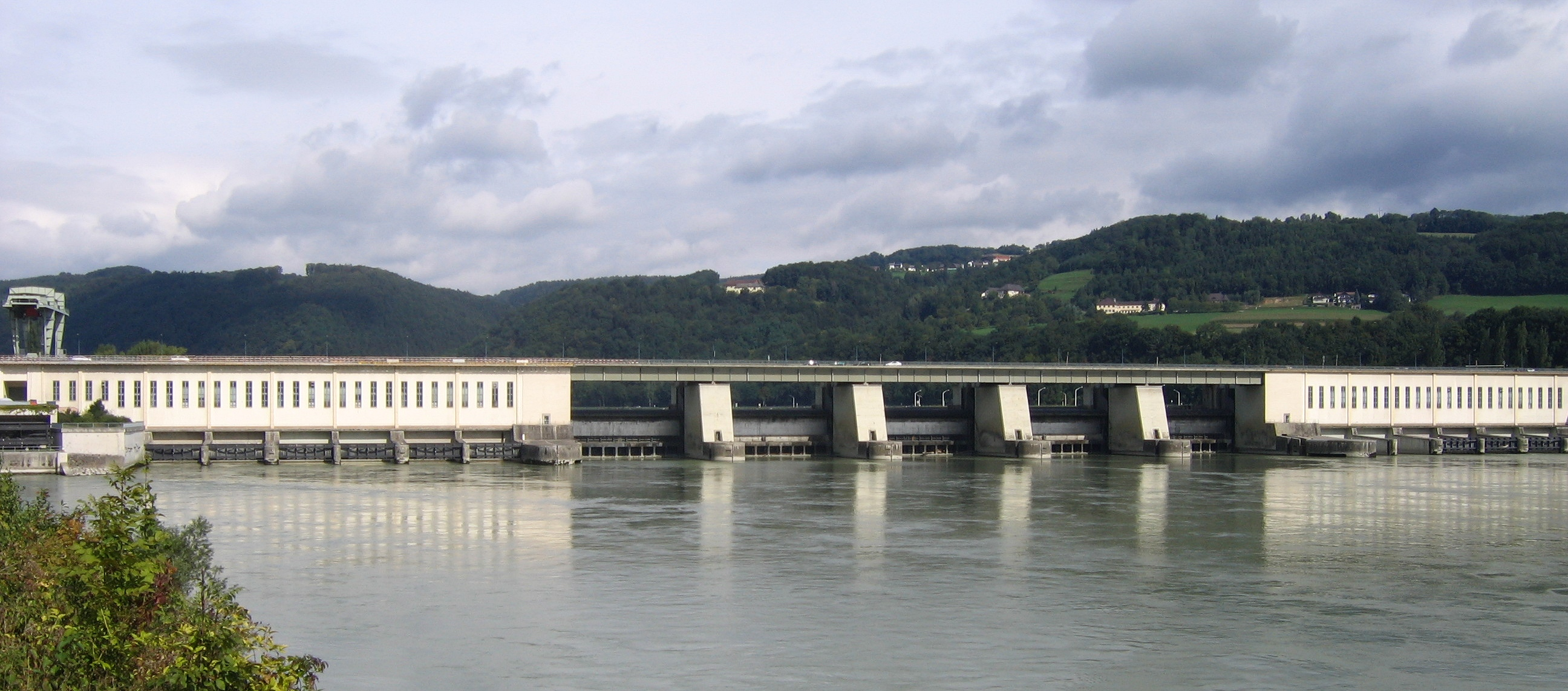
Donaukraftwerk Ybbs-Persenbeug, von Ybbs aus gesehen

Im Nordwesten von Ybbs befindet sich das Kraftwerk Ybbs-Persenbeug, das erste Laufwasserkraftwerk an der österreichischen Donau. Größter Arbeitgeber ist das Großsägewerk von Stora Enso Timber (vormals bis August 2001 Holzindustrie Schweighofer) mit etwa 350 Mitarbeitern. Weiters befindet sich in Ybbs auch noch das von der Stadt Wien (Wiener Krankenanstaltenverbund) geführte Therapiezentrum Ybbs – Psychiatrisches Krankenhaus als Krankenhaus für psychiatrische Erkrankungen und die Schaufler GmbH, ein Entsorgungsunternehmen mit rund 120 Mitarbeitern.

### Verkehr

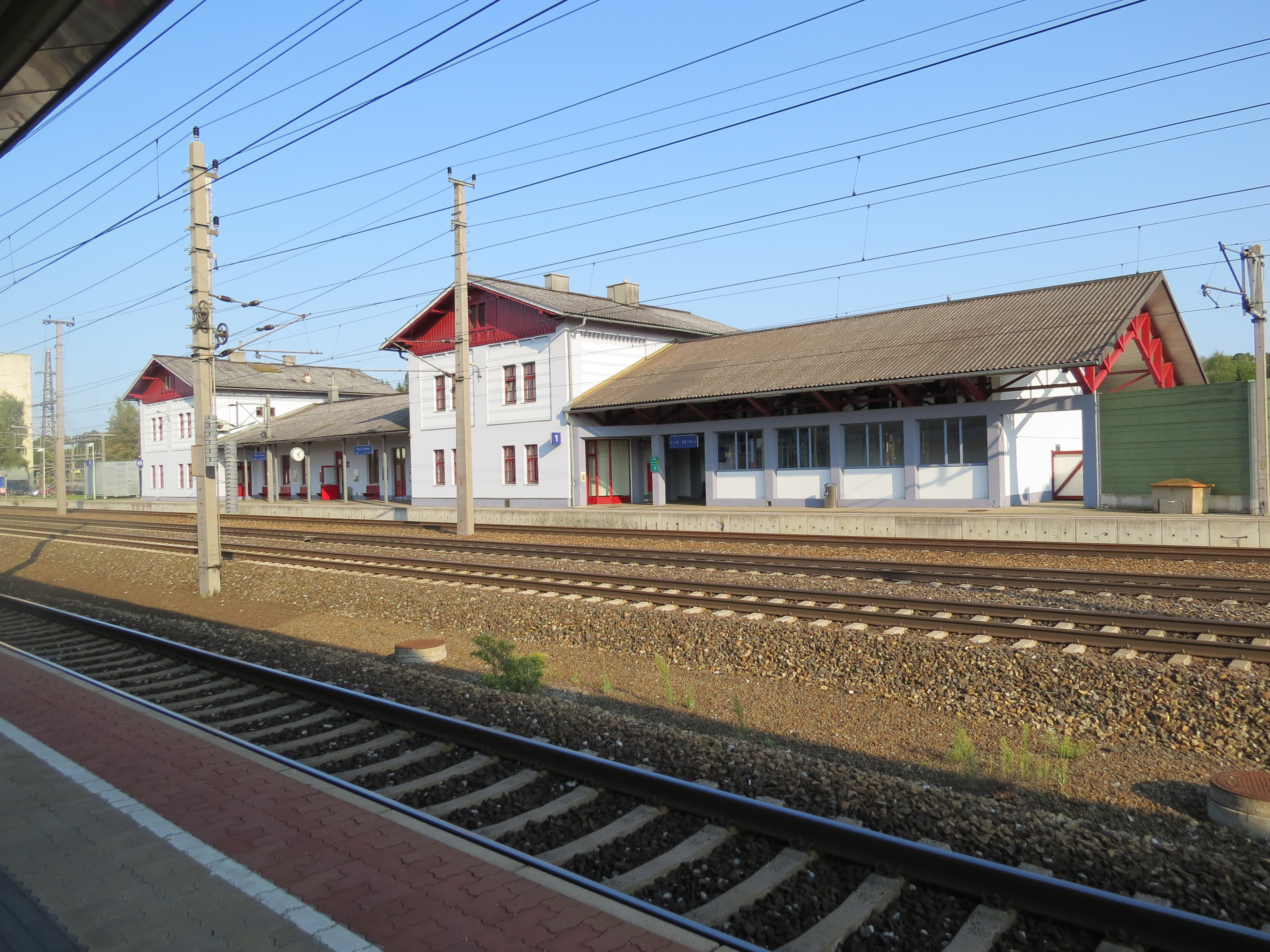
Bahnhof Ybbs an der Donau

- Eisenbahn: Im Gemeindegebiet befindet sich ein Bahnhof an der Westbahn.
- Straße: Ybbs liegt 2 km nördlich der Autobahn A1, die in West-Ost-Richtung von Salzburg über Linz und St. Pölten nach Wien führt. Die Bundesstraßen B 1, B 25, B 3 und B 36 verlaufen in unmittelbarer Nähe und schaffen zusätzlich Verbindungen in die Ferne.
- Straßenbahn: Zwischen dem 11. November 1907 und dem 22. September 1953 verkehrte in Ybbs mit der Ybbser Straßenbahn eine der kürzesten Straßenbahnlinien der Welt. Sie hatte eine Spurweite von 760 mm, war 2,94 Kilometer lang und verband die Stadt mit dem Bahnhof an der Westbahn. Heute verkehrt der Verkehrsbetrieb der Stadtgemeinde Ybbs an der Donau mit 7 Bussen und einem Kleinbus auf 5 Linien. Es werden vom Ybbser Stadtgebiet und vom Bahnhof Verbindungen in die umliegenden Regionen angeboten. Die Mehrheit der Fahrgäste sind Schülerinnen und Schüler.

### Bildung
- zwei Kindergärten
- eine Volksschule und eine Mittelschule[3]
- Bildungszentrum der Sicherheitsakademie (BZS) Ybbs an der Donau
- Bundeshandelsakademie und Bundeshandelsschule Ybbs an der Donau
- Höhere Technische Lehranstalt für Informationstechnologie Ybbs an der Donau

## Politik

### Gemeinderat
Der Gemeinderat hat 29 Mitglieder.
- Mit den Gemeinderatswahlen in Niederösterreich 1990 hatte der Gemeinderat folgende Verteilung: 19 SPÖ, 8 ÖVP und 2 FPÖ.
- Mit den Gemeinderatswahlen in Niederösterreich 1995 hatte der Gemeinderat folgende Verteilung: 13 SPÖ, 6 ÖVP, 5 Liste Herbert Renner, 4 FPÖ und 1 Grüne.[4]
- Mit den Gemeinderatswahlen in Niederösterreich 2000 hatte der Gemeinderat folgende Verteilung: 16 SPÖ, 7 ÖVP, 3 Liste Herbert Renner und 3 FPÖ.[5]
- Mit den Gemeinderatswahlen in Niederösterreich 2005 hatte der Gemeinderat folgende Verteilung: 19 SPÖ, 8 ÖVP, 1 Grüne und 1 Liste Ybbs.[6]
- Mit den Gemeinderatswahlen in Niederösterreich 2010 hatte der Gemeinderat folgende Verteilung: 16 SPÖ, 9 ÖVP, 3 FPÖ und 1 Grüne.[7]
- Mit den Gemeinderatswahlen in Niederösterreich 2015 hat der Gemeinderat folgende Verteilung: 16 SPÖ, 10 ÖVP, 2 FPÖ und 1 Wahlplattform unabhängiger Ybbser.[8]
- Mit den Gemeinderatswahlen in Niederösterreich 2020 hatte der Gemeinderat folgende Verteilung: 16 SPÖ, 11 ÖVP, 1 FPÖ und 1 Wahlplattform unabhängiger Ybbser.[9]
- Mit den Gemeinderatswahlen in Niederösterreich 2025 hat der Gemeinderat folgende Verteilung: 15 SPÖ, 8 ÖVP, 4 FPÖ und 2 Wahlplattform unabhängiger Ybbser.[10]

### Bürgermeister
- 1945: Hans Bögl
- 1945–1955: Norbert Mayer (ÖVP)
- 1955–1965:  Josef Traxler (SPÖ)
- 1965–1980: Rudolf Grosser
- 1980–1987: August Riess
- 1987–1995: Herbert Renner
- 1995–2014: Anton Sirlinger (SPÖ)
- 2014–2021: Alois Schroll (SPÖ)
- seit 2021: Ulrike Schachner (SPÖ)

Anfang 2021 gab Alois Schroll seinen Rücktritt als Bürgermeister von Ybbs bekannt, die bisherige Vizebürgermeisterin Ulrike Schachner wurde am 8. Februar 2021 vom Gemeinderat zu seiner Nachfolgerin gewählt.

### Wappen
|                                                                                     | Blasonierung: „In einem silbernen Schild befindet sich eine rote, zinnenbekrönte Stadtmauer mit offenem Tor und hochgezogenem Fallgitter, die von zwei Türmen überragt wird; zwischen den Türmen schwebend, an einem grünen Lindenast hängend, befindet sich der rot-weiß-rote Bindenschild.“ |
| Wappenbegründung: unbekannt; Führung seit dem 14. Jahrhundert; Farben: Rot-Weiß-Rot | |

### Gemeindepartnerschaften
- seit 1990 Bobbio in Italien

## Persönlichkeiten

### Söhne und Töchter der Stadt
- Nikolaus von Ybbs (* zwischen 1270 und 1280–1340), Bischof von Regensburg
- Wolfgang Hipsius († 1539), Humanist und Hochschullehrer
- Pantaleon Candidus (1540–1608), Theologe, Historiker und Autor
- Placidus Krammer (nach 1600 – 1697), Abt von Niederaltaich 1667–1672
- Bernhard Pez (1683–1735), Benediktinermönch, Historiker, Philologe und Bibliothekar
- Hieronymus Pez (1685–1762), Benediktinermönch, Philologe und Historiker
- Gregor Joseph Werner (1693–1766), Komponist und Kapellmeister
- Franz Freindaller (1753–1825), Geistlicher, Theologe und Schriftsteller
- Rudolf Geyling (1839–1904), Maler
- Victor Luntz (1840–1903), Architekt und Professor für Architektur
- Rudolf Heberdey (1864–1936), Archäologe
- Wilhelm Wirtinger (1865–1945), Mathematiker
- Guido Gröger (1874–1950), Unternehmer und Baumeister
- Norbert Mayer (1887–1966), Bürgermeister
- Anton Glaninger (1888–1954), Landwirt und Politiker (ÖVP)
- Gerhard Weißenberg (1920–1980), Jurist und Politiker (SPÖ)
- Hans Hoffmann-Ybbs (1928–2005), Maler
- Alfred Klose (1928–2015), Politik- und Sozialwissenschaftler
- Walter Renner (* 1940 in Säusenstein), Politiker
- Hubert Pfaffenbichler (1942–2008), Maler und Bildhauer
- Wolfgang Wimmer (1942–2017), Manager
- Johann Reikerstorfer (* 1945), Philosoph und katholischer Fundamentaltheologe
- Günther Leichtfried (* 1949), Lehrer und Politiker (SPÖ)
- Karl Fischer (* 1956), Schauspieler
- Othmar Karas (* 1957), österreichischer Politiker (ÖVP), seit 1999 Abgeordneter zum Europäischen Parlament
- Alfred Gusenbauer (* 1960), Politiker (SPÖ), von Jänner 2007 bis Dezember 2008 österreichischer Bundeskanzler
- Herta Mikesch (* 1960), Unternehmerin und Politikerin (ÖVP)
- Andreas Hauer (* 1965), seit März 2018 Mitglied des Verfassungsgerichtshofs
- Dietmar Hauer (* 1968), Radrennfahrer
- Richard Schuberth (* 1968), Schriftsteller
- Christoph Riegler (* 1992), Fußballspieler

### Mit der Stadt verbundene Persönlichkeiten
- Peter Orthofer (1940–2008), Journalist, Schriftsteller und Kabaretttexter
- Christoph Weiss (* 1984), Generalvikar der Diözese St. Pölten